# Karl Heinz Abshagen
Karl Heinz Abshagen (* 14. Juni 1895 in Stralsund; † 18. Februar 1976 in Schweinfurt) war ein deutscher Jurist, Journalist, Reiseschriftsteller und Biograf.

## Leben
Abshagen wurde im pommerschen Stralsund als fünftes Kind des Kaufmanns Heinrich Karl Wilhelm Abshagen geboren. Einer seiner Brüder war Wolfgang Abshagen. Karl Heinz Abshagen besuchte nach der Volksschule das Gymnasium und nahm am Ersten Weltkrieg teil, zuletzt als Offizier. Später studierte er an der Universität Hamburg Rechtswissenschaften und Volkswirtschaft. Nebenbei arbeitete er im familieneigenen Unternehmen als kaufmännischer Angestellter in Wandsbek. 1920 heiratete er. 1925 wurde er in Erlangen zum Dr. jur. promoviert. Sein Sohn Gert (20. September 1920 – 19. April 1945) bekleidete den Dienstgrad eines Unterarztes.
Nach dem Studium arbeitete Abshagen zunächst als Journalist in Berlin, später in Paris und Brüssel, von 1929 bis 1933 in London als Korrespondent für deutsche Zeitungen. Anschließend war er für die Agentur „Europapress“ in London, Amsterdam, Madrid, Lissabon und in Tokio tätig sowie von 1943 bis 1946 in China, der Inneren Mongolei und in Korea als Reiseberichterstatter. Sein Leben dort  schilderte er in Im Lande Arimasen.
Ab 1946 arbeitete Abshagen wieder als Korrespondent in London. Nach Deutschland zurückgekehrt ließ er sich in Oberbayern nieder und arbeitete als freier Schriftsteller. Abshagen wurde Dozent der Hochschule für Politik München und hielt dort Vorlesungen zu den Themen „Schuld und Verhängnis für unser Deutschland“ sowie „Großbritannien und sein Commonwealth“.

## Werke
Abshagen schrieb seine Dissertation 1925 über die damalige Verwaltung Groß-Londons und die Möglichkeiten weiterer Gestaltung. Er publizierte 1938 über Einfluss und Macht der englischen Oberschicht und brachte 1960 eine umfassende Darstellung Großbritanniens unter dem Titel „Europas große Insel“ heraus. Die von 1943 bis 1946 in China und Korea gesammelten Eindrücke bildeten die Grundlagen für sein Buch „Im Lande Arimasen, als Journalist im Fernen Osten“. Als Biograph schrieb er über Wilhelm Canaris.
- Das Londoner Local Government in seiner heutigen Gestaltung und die Bestrebungen zu seiner Ausgestaltung, 1925 (Erlanger jur. Dissertation)
- König, Lords und Gentlemen (Einfluss u. Macht der engl. Oberschicht), Stuttgart 1938
- Wer bestimmt Englands Außenpolitik? Beiträge zur auslandskundlichen und außenpolitischen Schulung der Kameradschaften des NSDStB. 1940, H. 7, Hg. NSDAP, Der Reichsstudentenführer, Amt für Polit. Erziehung, München 1940. Wurde nach Ende des Zweiten Weltkrieges in der Sowjetischen Besatzungszone auf die Liste der auszusondernden Literatur gesetzt.[2]
- Zahlreiche Beiträge in "XX. Century", Shanghai 1940–1945, Propagandazeitung des AA für Ostasien des Klaus Mehnert[3]
- Mitwirkung an: Erich Kordt, Wahn und Wirklichkeit. Union, Stuttgart 1947
- Im Lande Arimasen (Als Journalist im Fernen Osten 1941–46), 1948
- Canaris. Patriot und Weltbürger, Stuttgart 1949
- Revolution ohne Träume, Stuttgart 1951
- Europas große Insel, 1960
- Schuld und Verhängnis, 1962

## Auszeichnungen
- 1958 Bundesverdienstkreuz 1. Klasse